# Арцыбашев, Андрей Гаврилович
Андре́й Гаври́лович Арцыба́шев по происхождению своему принадлежал к членам московского дворянского служилого рода. Андрей Гаврилович писался Арцыбашевым по прозвищу «Арцыбаш», данному одному из его предков.

## Биография
Потомки Арцыбаша писались разно: Арцыбашевыми, Арцыбушевыми и Арцыбышевыми, но несомненно принадлежали к одному роду. В этом удостоверяет нас самая редкость прозвища «Арцыбаш». В конце XVII столетия Арцыбашевы, подавшие две родословных росписи в Разряд, уже путались в показаниях относительно происхождения своего рода и в числе многих пропущенных родичей не отметили и Андрея Гавриловича. Только в одну из росписей записан бездетным едва ли не отец его, внук родоначальника, Гавриил Григорьевич.
По происхождению своему Арцыбашевы не принадлежали к высшему слою служилого класса и числились большею частью среди городовых детей боярских. В первой половине XVI века было несколько Арцыбашевых среди помещиков Деревской и Бежецкой пятин. Так, Афоня Давыдов, сын Арцыбашев, по писцовой книге 1545 года, владел в Бежецкой пятине отцовским поместьем, а двое помещиков Деревской пятины, Невзор и Тороп Григорьевичи Арцыбашевы, в 1550 году, попали в известную «тысячную» книгу и получили поместья под Москвою. Отец Невзора и Торопа, сын боярский и помещик Бежецкой пятины, Григорий Петрович Арцыбашев, убит под Казанью 2 октября 1552 года и вписан на вечное поминовение в синодик московского Успенского собора. В июне месяце 1543 г. Григорию Петровичу была дана грамота на кормление, которою пожалована ему половина ямского (сбора) в Великом Новегороде: «а ведати ему ямское и пошлина своя имати о всем по тому как было преж сего». Выше этого Арцыбашевы не подымались до дьяка Андрея Гавриловича.
Где и как начал службу Андрей Гаврилович — неизвестно, никаких сведений об этом не сохранилось. Тот факт, что около 1573—1574 гг. Посник Гаврилов, сын Арцыбашева, которого не без основания можно считать братом Андрея, владел поместьем под Москвою, в Шеренском стану, позволяет думать, что семья Арцыбашевых в это время уже не входила в состав московского дворянства. Скрепа на жалованной грамоте, от 12 февраля 1575 года, указывает, что в этом году Андрей Арцыбашев был дьяком в одном из московских приказов.
В самом начале 1576 года, когда, по поводу незанятого польского престола, в Москве были послы императора священной римской империи, Иоанн Кобенцель и Даниил Принц, состоялось назначение Арцыбашева в посольство. К императору Максимилиану II отправлены были, в качестве «легких» послов, князь Захария Иванович Сугорской, с титулом наместника белозерского, и дьяк Андрей Арцыбашев. Целью посольства было уяснение отношений Германии и России в польском вопросе. Послы должны были выразить готовность русского государя содействовать всеми мерами избранию на польский престол австрийского принца Эрнеста, при условии, что, если поляки и литовцы не изберут себе одного государя, то «литовское бы великое княжество и с Киевом и что к нему городы» отошли бы к государству Московскому. Последнее условие основывалось на том, что сам царь и ещё более сын его были претендентами на польскую корону. Относительно Ливонии заявлена была решительная просьба, чтобы император в неё не вступался, так как она прародительская исстаринная отчина царя и великого князя.
Русские послы из Москвы выехали 5 марта 1576 года. С ними ехал и Даниил Принц. 3 мая пошли из Юрьева к рубежу, 13 мая прибыли в Ригу, 27 июня добрались до Праги, где и пробыли шесть дней. В статейном списке описана торжественная встреча послов в Праге. «И послы на королеве почтивости челом били и за встречники ехали в город, а как въехали в город и по улице стояли по обе стороны стрельцы с пищалями и с рогатинами человек с тысячю…» Самого императора в Праге не было; поэтому, 2 июля послы выехали по дороге в «Рейншпорк» (Регенсбург), где находился в это время Максимилиан, и с ещё большего торжественностью въехали в этот город 7 июля. После нескольких парадных обедов и угощений, 16 июля состоялось представление послов императору.
Арцыбашев, несомненный автор статейного списка, подробно описывает прием; даже мелочи не ускользнули от внимания послов. Костюм императора, например, записан с необыкновенною тщательностью. Максимилиан II и его «думники» отнеслись к посольству чрезвычайно внимательно, письменный ответ от императора исправлялся несколько раз по указаниям послов, которые имели несколько аудиенций у цесаря и несколько раз говорили с императорскими «думниками о государевом царском имени да о Лифляндской земле». Приемы у императора были 1-го, 7-го, 27-го и 28 августа. Переговоры шли к концу, как вдруг после последней аудиенции, в тот же день, Максимилиан захворал: «изымала его немочь великая», сказывал послам пристав, «и лежит конечно болен». От этой хвори Максимилиан и скончался 12 октября 1576 г. Русское посольство решено было отпустить как можно скорее, чтобы оно успело вернуться в Москву до зимы. Отпуск состоялся 15 сентября. Цесарь принял послов в постели: «А цесарь лежит в постеле на кровати; а на нём юпа, сукно бархатно, теплая, да колпак пухов бурнатен, подложен бархатом чёрным, а одеяло камка золотная; а при нём стоял пан Ласской да два коморника». Послы отпущены были с великою честью, эпизод с пропискою в царском титуле был, по возможности, улажен и посольство выехало 17 сентября, осыпанное дарами. Андрей Арцыбашев получил от цесаря цепь золотую, кубок и двести золотых белых польских. Возвращались послы из Штетина морем.
В Штетин пришли 4 октября, из Штетина поехали на судне 13 октября, плыли по морю шесть дней, но поднялись ветры, начались сильные морозы, пришлось повернуть назад. Чуть-чуть не зазимовав в Померании, послы только 15 декабря добрались до Пернова и 3 января 1577 года возвратились в Москву.
Посольство это произвело впечатление и в Европе, и в Москве. В Германии было выгравировано знаменитое изображение всех членов посольства с кратким описанием их одеяния. Из этих подписей узнаем отчество дьяка Арцыбашева («Andre Gawrilowitz Ertzy Buschuf»), которое не отмечено в посольских делах. Неизвестно, почему князь П. В. Долгоруков назвал посла Арцыбашева Андреем Петровичем. В Москве же был сочинен и стал ходить по рукам весьма любопытный вымышленный статейный список этого посольства.
Удачное участие в посольстве вообще выдвинуло талантливого дьяка. Тотчас по возвращении в Москву, Андрей Арцыбашев был назначен дьяком в Разряд. Так, известно, например, что 14 марта 1577 года из Поместного приказа была послана «память и выпись» «в Разряд к диаком к Василью Щелкалову да к Ондрею к Арцыбашеву». После весьма недолгого пребывания в Разрядном приказе, Арцыбашев перешел старшим дьяком в приказ Большого Прихода, где и прослужил лет шесть. Годы 1586—1589 Андрей Арцыбашев пробыл в Великом Новгороде старшим новгородским дьяком. Так, указные грамоты в 1588 г. и в начале 1589 г. писались в Новгород воеводам: окольничему князю Федору Ивановичу Хворостинину да Григорию Ивановичу Мещанинову-Морозову да дьякам Андрею Арцыбашеву да Семейке Емельянову. На этой службе Арцыбашев провинился.
В архиве Министерства Иностранных Дел, в Москве, хранится подлинное дело об отписании поместий дьяков Андрея Арцыбашева и Семейки Емельянова за самовольное завладение. По указу от 23 декабря 7102 (1593) года «Ондреевское поместье Арцыбашова, что им владел без государева царева и великого князя Федора Ивановича всеа Русии указу самоволством» велено отписать за государем царем и великим князем. В деле есть и описание поместья Андрея Арцыбашева, извлеченное из описных книг подьячего Домашнего Лутовского 7100 (1592) году. Какая кара постигла самовольного дьяка — неизвестно, но он, по-видимому, на несколько лет исчезает из Приказов. Только время от времени даются ему поручения; так, в 1592 году он описывал некоторые волости и, между прочим, село Ромодановское; известно также, что он сохранил за собою и часть поместий своих в Новгороде.
Около 1599 года Андрей Арцыбашев вновь поступил на службу старшим дьяком Большого Прихода. Подпись его находится в числе скреп приказных дьяков на грамоте избрания на царство Бориса Годунова. До конца 1602 г. Арцыбашев пробыл в приказе Большого Прихода, в 1603 году он в последний раз упоминается в разрядах; дальнейшая судьба его неизвестна. Указание 1603 года свидетельствует, что в это время Арцыбашев был на службе: «а указал царь и великий князь Борис Федорович, всеа Росии, которым бояроми и дворяном и дьяком быть на Москве в осадное время: в большом старом в каменном городе быть боярину князю Федору Михайловичю Трубецкому да дьяком Андрею Арцыбашеву да Василью Нелюбову…». Можно с большою вероятностью предположить, что он скончался именно около этого времени.
Немецкое изображение Арцыбашева 1576 года показывает человека уже очень пожилого, скорее старика, далекого от времени расцвета физических сил. Необыкновенно типичное, прорезанное морщинами, умное лицо дьяка Арцыбашева, само по себе говорит, что он прошел суровую школу, наголову поработал до того времени, как был отличен честью участия в посольстве к цесарю римскому.